# Gjusgrund, Vasa
Gjusgrund är öar i Finland. De ligger i Norra kvarken och i kommunen Vasa i den ekonomiska regionen  Vasa i landskapet Österbotten, i den västra delen av landet. Öarna ligger nära Vasa och omkring 370 kilometer nordväst om Helsingfors.
Arean för den av öarna koordinaterna pekar på är 7,1 hektar och dess största längd är 490 meter i öst-västlig riktning.